# Římskokatolická farnost – děkanství Polná
Římskokatolická farnost – děkanství Polná je územním společenstvím římských katolíků v rámci havlíčkobrodského vikariátu královéhradecké diecéze.

## O farnosti

### Historie
Nejstarší polenský kostel byl zasvěcen Panně Marii a pocházel již z první půle 13. století. Na jeho místě byl vystavěn v letech 1700-1707 monumentální barokní chrám, zasvěcený Nanebevzetí Panny Marie. V září 1707 byl chrám, ještě v ne zcela dokončeném stavu, vysvěcen Vítem Seipelem, opatem z pražského Strahova. V roce 1713 byla postavena budova děkanského úřadu se samostatnou budovou, sloužící jako byty kaplanů.

### Duchovenstvo farnosti

#### Duchovní správci
- 1970/1971 R.D. Jan Beran (administrátor)
  - 1970/1971 R.D. Jan Varhánek (kněz-penzista)
- 1996 - 2024 Mons. Mgr. Zdeněk Krček (původně administrátor, později farář-děkan)
- 2024 - dosud Mgr. Miloš Kolovratník (děkan)

#### Kněží pocházející z farnosti
- R.D. Mgr. Ondřej Kunc, na kněze vysvěcen 27. června 2015, od 1. července 2017 administrátor v Častolovicích.

### Současnost
Farnost má sídelního duchovního správce, který je zároveň ex currendo administrátorem ve farnosti Ždírec a farnosti-expozituře Střítež.
| Fotografie | Kostel                                                       | Místo    | Bohoslužba                                  | Bohoslužba                                                      | Poznámka        |
| ---------- | ------------------------------------------------------------ | -------- | ------------------------------------------- | --------------------------------------------------------------- | --------------- |
|            | Kaple                                                        | Hrbov    | neslouží se pravidelně                      | neslouží se pravidelně                                          | obecní kaple    |
|            | Kaple Panny Marie                                            | Janovice | neslouží se pravidelně                      | neslouží se pravidelně                                          | obecní kaple    |
|            | Kostel Nanebevzetí Panny Marie                               | Polná    | neděle 1. pátek v měsíci 1. sobota v měsíci | 8.15; 18.30 18.30 v létě, 18.00 v zimě 7.30                     | farní kostel    |
|            | Kostel sv. Anny                                              | Polná    | pondělí úterý středa čtvrtek pátek sobota   | 18.30 v létě, 18.00 v zimě 7.30 18.30 v létě, 18.00 v zimě 7.30 | filiální kostel |
|            | Kostel sv. Barbory                                           | Polná    | neslouží se pravidelně                      | neslouží se pravidelně                                          | filiální kostel |
|            | Kaple Panny Marie Pomocnice křesťanů a blah. Adolfa Kolpinga | Věžnice  | úterý                                       | 17.00                                                           | obecní kaple    |
|            | Kaple                                                        | Záborná  | neslouží se pravidelně                      | neslouží se pravidelně                                          | obecní kaple    |